# Java Community Process
Het Java Community Process (JCP) is een manier waarop geïnteresseerden (bedrijven, organisaties en individuen) betrokken kunnen raken bij de ontwikkeling van het Javaplatform, dat bestaat uit de Java Virtual Machine, bijbehorende programma's en bibliotheken. Het JCP is opgericht in 1998.

## Werking
Binnen het JCP wordt gewerkt met Java Specification Requests (JSR). Dit zijn formele documenten waarin voorgestelde verbeteringen of uitbreidingen voor het Javaplatform worden toegelicht. Leden van de JCP kunnen deze documenten beoordelen en commentaar geven. Een JSR-document doorloopt verscheidene stadia waarin een groep experts, leden van het JCP en anderen de inhoud van het document aanpassen en vormgeven. Wanneer een JSR de stadia succesvol doorloopt, wordt een referentie-implementatie geschreven en een Technology Compatibility Kit om de specificatie van de API te kunnen verifiëren. Een Technology Compatibility Kit bevat tests, hulpprogramma's en documentatie om te kunnen bepalen of een implementatie overeenkomt met de vastgestelde specificatie.

## Overzicht
| JSR | Technologie               |
| --- | ------------------------- |
| 5   | JAXP 1.0                  |
| 63  | JAXP 1.1 en 1.2           |
| 68  | J2ME 1.0                  |
| 121 | Application Isolation API |
| 241 | Groovy                    |
| 310 | Date and Time API         |